# Paradise Tour
Paradise Tour é a segunda turnê da cantora-compositora estadounidense Lana Del Rey, para divulgar seu segundo EP, Paradise (2012), que também é uma reedição de seu segundo álbum Born to Die (2012). As primeiras datas foram reveladas em Outubro de 2012 para a Europa. Mais datas da turnê, incluíndo as datas para apresentações na América do Norte, América Latina, Austrália e Ásia foram divulgadas em agosto de 2013.

## Repertório
1. "Cola"
2. "Body Electric"
3. "Gods & Monsters"
4. "Blue Jeans"
5. "Born to Die"
6. "Heart-Shaped Box" (Nirvana cover)
7. "Carmen"
8. "Young & Beautiful"
9. "Million Dollar Man"
10. "Dark Paradise"
11. "Blue Velvet"
12. "American"
13. "Without You"
14. "Knockin' on Heaven's Door" (Bob Dylan cover)
15. "Ride"
16. "Summertime Sadness"
17. "Burning Desire"
18. "Video Games"
19. "National Anthem"

Notas
- Del Rey realizou um cover de "I Love Paris" de Cole Porter's , em 27 e 28 de abril de 2013, em Paris, França. [3][4]
- "Young and Beautiful" foi adicionada ao repertório em 30 de abril de 2013, em Luxemburgo, Luxemburgo.[5]
- "Dark Paradise" foi apresentada em 06 de maio de 2013 em Roma, Itália. [5]

## Datas
Fonte: 
| Data                   | Cidade           | País          | Local                        |
| Europa                 | Europa           | Europa        | Europa                       |
| ---------------------- | ---------------- | ------------- | ---------------------------- |
| 3 de Abril de 2013     | Metz             | França        | Galaxie Amnéville            |
| 5 de Abril de 2013     | Copenhagem       | Dinamarca     | Tap1                         |
| 6 de Abril de 2013     | Hamburgo         | Alemanha      | O2 World                     |
| 8 de Abril de 2013     | Stockholm        | Suécia        | Annexet                      |
| 10 de Abril de 2013    | Oslo             | Noruega       | Oslo Spektrum                |
| 12 de Abril de 2013    | Copenhage        | Dinamarca     | Falconer                     |
| 13 de Abril de 2013    | Praga            | Suíça         | Archa Theatre                |
| 15 de Abril de 2013    | Berlim           | Alemanha      | Velodrom                     |
| 17 de Abril de 2013    | Dusseldorf       | Alemanha      | Mitsubishi Electric Halle    |
| 19 de Abril de 2013    | Viena            | Áustria       | Gasometer                    |
| 20 de Abril de 2013    | Frankfurt        | Alemanha      | Jahrhunderthalle             |
| 23 de Abril de 2013    | Basileia         | Suíça         | Messe Basel                  |
| 25 de Abril de 2013    | Munique          | Alemanha      | Zênite                       |
| 27 de Abril de 2013    | Paris            | França        | Olympia                      |
| 28 de Abril de 2013    | Paris            | França        | Olympia                      |
| 30 de Abril de 2013    | Luxemburgo       | Luxemburgo    | Rockhal                      |
| 1 de Maio de 2013      | Genebra          | Suíça         | Geneva Arena                 |
| 3 de Maio de 2013      | Turim            | Itália        | Palasport Olimpico           |
| 4 de Maio de 2013      | Monte Carlo      | Mónaco        | Opéra de Monte-Carlo         |
| 6 de Maio de 2013      | Roma             | Itália        | PalaLottomatica              |
| 7 de Maio de 2013      | Milão            | Itália        | Mediolanum Forum             |
| 9 de Maio de 2013      | Madrid           | Espanha       | La Riviera                   |
| 12 de Maio de 2013     | Birmingham       | Inglaterra    | O2 Academy Birmingham        |
| 13 de Maio de 2013     | Birmingham       | Inglaterra    | O2 Academy Birmingham        |
| 15 de Maio de 2013     | Glasgow          | Escócia       | O2 Academy Glasgow           |
| 16 de Maio de 2013     | Glasgow          | Escócia       | O2 Academy Glasgow           |
| 19 de Maio de 2013     | Londres          | Inglaterra    | Hammersmith Apollo           |
| 20 de Maio de 2013     | Londres          | Inglaterra    | Hammersmith Apollo           |
| 23 de Maio de 2013     | Manchester       | Inglaterra    | O2 Apollo Manchester         |
| 24 de Maio de 2013     | Manchester       | Inglaterra    | O2 Apollo Manchester         |
| 26 de Maio 2013        | Dublin           | Irlanda       | Vicar Street                 |
| 27 de Maio de 2013     | Dublin           | Irlanda       | Vicar Street                 |
| 29 de Maio de 2013     | Amsterdã         | Países Baixos | Heineken Music Hall          |
| 31 de Maio de 2013     | Brussels         | Bélgica       | Vorst Nationaal              |
| 2 de Junho de 2013     | Varsóvia         | Polónia       | Torwar Hall                  |
| 3 de Junho de 2013     | Gdynia           | Polónia       | YMCA                         |
| 4 de Junho de 2013     | Vilnius          | Lituânia      | Siemens Arena                |
| 6 de Junho de 2013     | São Petesburgo   | Rússia        | Novo Estádio Zenit           |
| 8 de Junho de 2013     | Moscou           | Rússia        | Crocus City Hall             |
| 10 de Junho de 2013    | Kiev             | Ucrânia       | Palácio Nacional de Artes    |
| 12 de Junho de 2013    | Minsk            | Bielorrússia  | Minsk Arena                  |
| 14 de Junho de 2013    | Riga             | Letônia       | Riga Arena                   |
| 16 de Junho de 2013    | Helsinki         | Finlândia     | Hartwall Areena              |
| 19 de Junho de 2013    | Saint Petersburg | Rússia        | The New Arena                |
| 5 de Julho de 2013     | Barcelona        | Espanha       | Royal Palace of Pedralbes    |
| 7 de Julho de 2013     | Istambul         | Turquia       | Kucukciftlik Park            |
| 8 de Julho de 2013     | Atenas           | Grécia        | Terra Vibe Park              |
| Ásia                   |                  |               |                              |
| 10 de Julho de 2013    | Byblos           | Líbano        | Byblos Seaside Amphitheater  |
| América do Sul         |                  |               |                              |
| 07 de Novembro de 2013 | Belo Horizonte   | Brasil        | Chevrolet Hall               |
| 08 de Novembro de 2013 | São Paulo        | Brasil        | Planeta Terra Festival       |
| 09 de Novembro de 2013 | Petrópolis       | Brasil        | Castelo do Barão de Itaipava |
| 10 de Novembro de 2013 | Rio de Janeiro   | Brasil        | Citibank Hall                |

| 12 de Novembro de 2013 | Santiago - Chile |

| 14 de Novembro de 2013 | Buenos Aires - Argentina |